# Lussan-Adeilhac
Lussan-Adeilhac – miejscowość i gmina we Francji, w regionie Oksytania, w departamencie Górna Garonna.
Według danych na rok 1990 gminę zamieszkiwało 185 osób, a gęstość zaludnienia wynosiła 15 osób/km² (wśród 3020 gmin regionu Midi-Pireneje Lussan-Adeilhac plasuje się na 878. miejscu pod względem liczby ludności, natomiast pod względem powierzchni na miejscu 928.).